# Antoine Borel
Antoine Borel (Neuchâtel, 29 december 1840 - Lausanne, 26 maart 1915) was een Zwitsers bestuurder en diplomaat.

## Biografie
Antoine Borel studeerde tussen 1859 en 1860 in Duitsland. Na zijn studies verliet hij Europa en vestigde hij zich in San Francisco in de Verenigde Staten. In 1866 werd hij er zaakvoerder van de handelsmaatschappij Antoine Borel & Co. die zijn vader Auguste had opgericht. Hij werd later tevens bestuurder bij enkele grote bedrijven, zoals Spring Valley Water Works, Los Angeles Railway Co., California Street Cable Railroad en het bedrijf achter de kabeltram van San Francisco. In dit laatste bedrijf ontmoette hij Leland Stanford, de latere 8e gouverneur van Californië.
In 1868 werd Borel viceconsul namens Zwitserland voor Nevada en Noord-Californië, om in 1885 consul te worden. Hij zou nog terugkeren naar Europa en sterven in zijn thuisland in 1915. In dat jaar werd hij vereerd met een doctoraat honoris causa aan de Universiteit van Neuchâtel, aan dewelke hij in zijn testament een belangrijk legaat heeft nagelaten.
Hij was een broer van Alfred Borel en een halfbroer van Maurice Borel.